# KattenKabinet

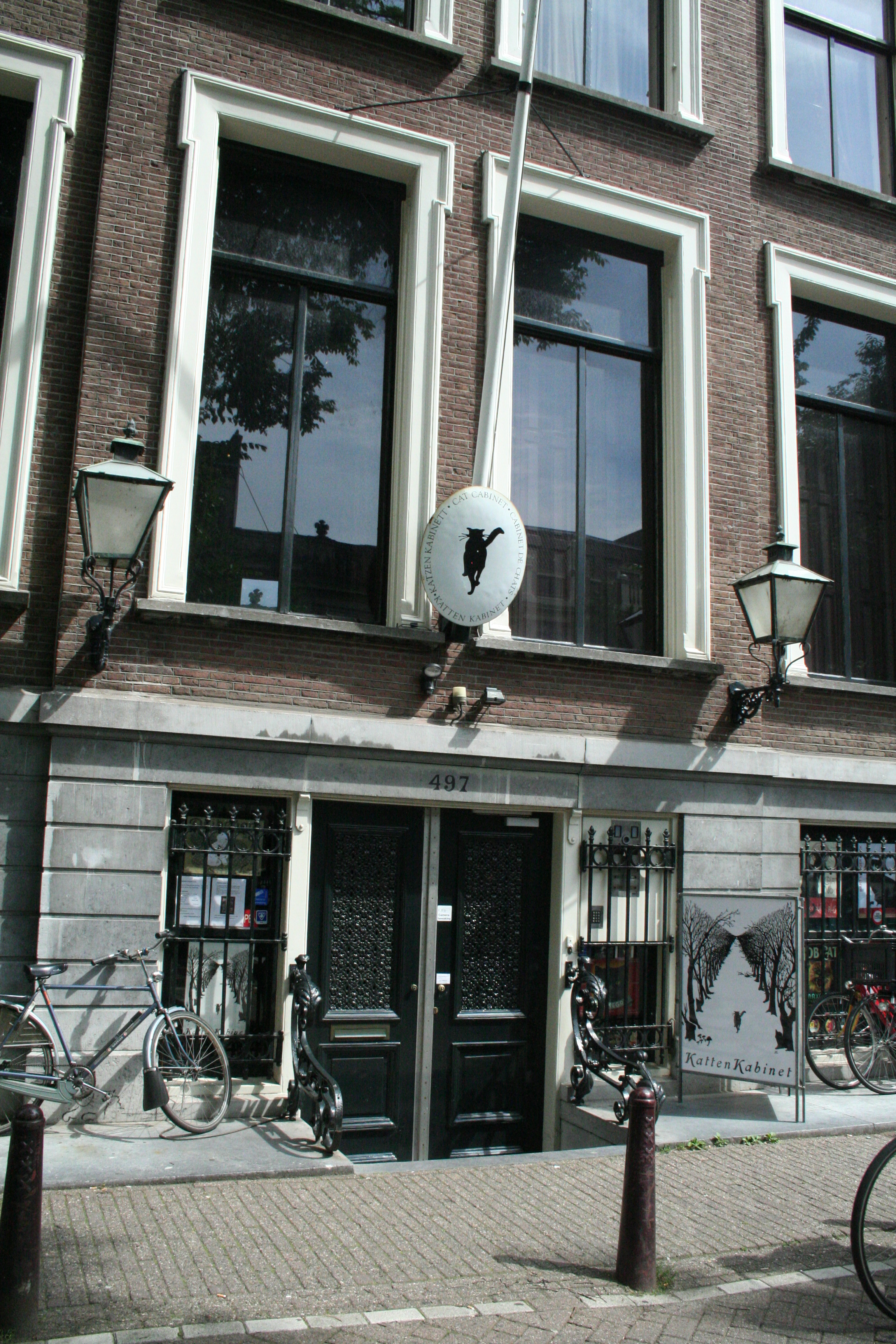
Het KattenKabinet in Amsterdam

Het KattenKabinet is een kunstmuseum in Amsterdam geheel gewijd aan katten. De collectie omvat schilderijen, tekeningen, beeldhouwwerken en andere kunstwerken van katten, waaronder werk van Picasso, Rembrandt, Toulouse-Lautrec, Corneille, Sal Meijer, Théophile Steinlen en Jože Ciuha. Het museum organiseert tijdelijke tentoonstellingen.
Het museum bevindt zich op de bel-etage van het grachtenpand aan Herengracht 497, in de Gouden Bocht. Het pand en het naastgelegen huis aan Herengracht 499 werden gebouwd in 1667 voor de broers Willem en Adriaen van Loon.
Door loting kreeg Willem nummer 497 toegewezen. Later woonde Jan Calkoen er als burgemeester van Amsterdam. Toen Engelbert van Berckel, pensionaris van Amsterdam, hier woonde werd hij bezocht door de Amerikaanse ambassadeur en latere president John Adams.
In 1985 werd het pand gerestaureerd en in 1990 werd de bel-etage ingericht als het KattenKabinet door Bob Meijer, ter nagedachtenis aan zijn rode kater John Pierpont Morgan.
Het museum heeft vijf stijlkamers en een stijltuin met tuinhuis die doorloopt tot aan de Reguliersdwarsstraat.

## Afbeeldingen

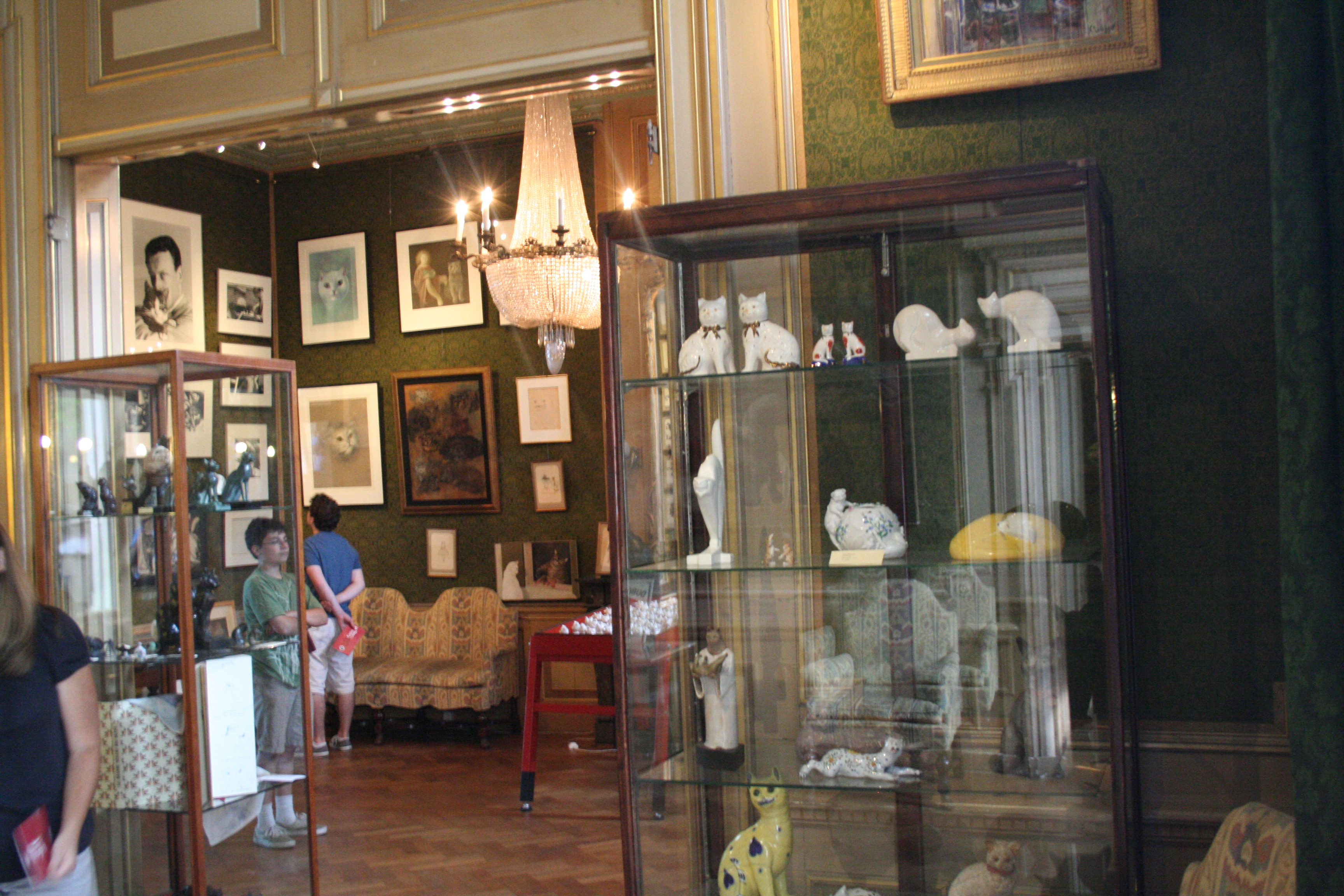
Interieur van de KattenKabinet
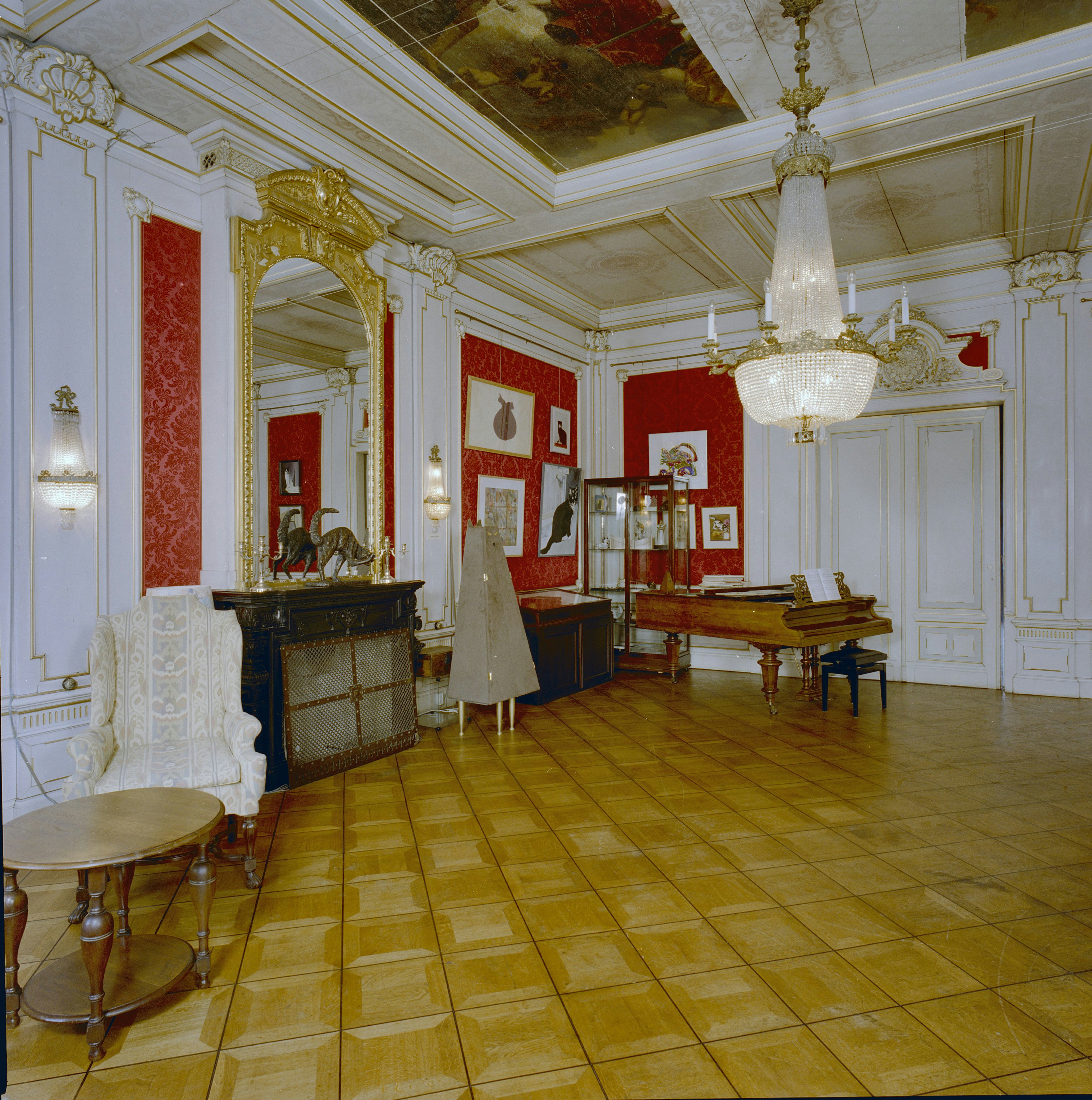
Achterkamer
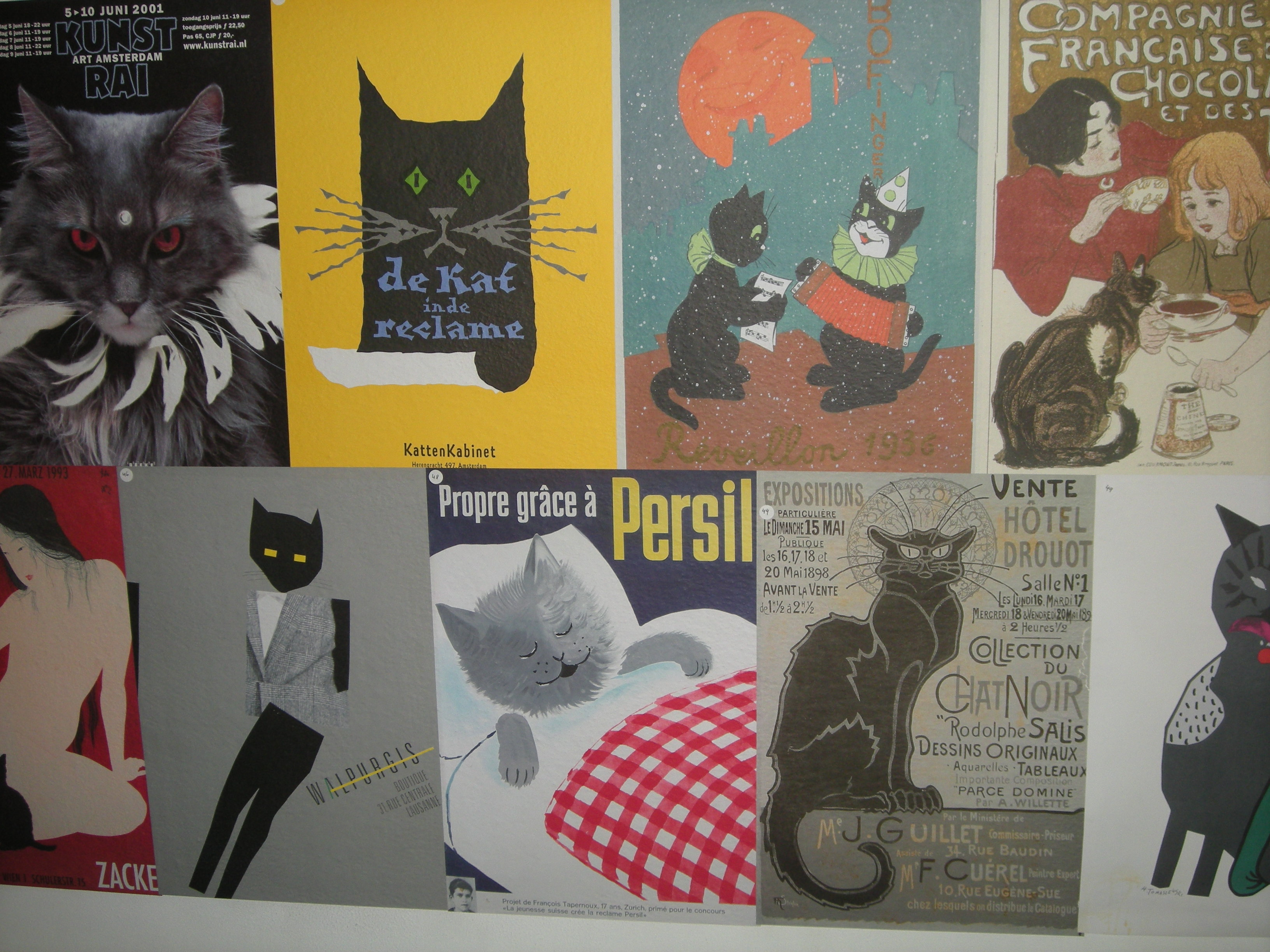
Reclameposters